# Барабашев, Георгий Васильевич
Георгий Васильевич Барабашев (22 января 1929, Киев — 1993, Москва) — советский юрист, специалист по местному самоуправлению в СССР и РФ; доктор юридических наук (1971), профессор (1972) и заведующий кафедрой (1970—1971) гражданского права на юридическом факультете МГУ, затем — заведующий кафедрой советского строительства (1971—1976) и заведующий кафедрой государственного права и советского строительства (1976—1993); депутат Московского городского совета, разработчик ряда российских законов о местном самоуправлении.

## Биография
Окончил с золотой медалью школу в Виннице (где учился вместе с Ю. А. Левадой) и поступил на астрономическое отделение, относившееся к механико-математическому отделению МГУ имени Ломоносова. Через год перешел в Московский юридический институт, позднее ставший юридическим факультетом МГУ. В 1951 году он успешно окончил Московский юридический институт. В 1952 году он стал кандидатом юридических наук, защитив диссертацию на тему «Государственный строй Венгерской Народной Республики». В 1971 году успешно защитил докторскую диссертацию на тему «Положение и роль муниципальных органов в современном капиталистическом государстве: США, Великобритания» — стал доктором юридических наук (1971).
В 1972 году Барабашев стал профессором МГУ, два года до этого являясь заведующим кафедрой гражданского права. В период с 1971 по 1976 год он заведовал кафедрой советского строительства, после чего — вплоть до 1993 года — являлся заведующим кафедрой государственного права и советского строительства юридического факультета МГУ. Вёл лекции по основным проблемам конституционного права; избирался депутатом Московского городского совета и Ленинского районного совета города Москва.

## Работы
По мнению Барабашева, «местное самоуправление призвано обеспечивать свободу и права населения, оно должно выступать в качестве баланса по отношению к унифицирующим и подавляющим устремлениям центра». Иначе говоря, «местное самоуправление — независимое основание общественной жизни, оно по своей сути та опора, которая обеспечивает реализацию интересов проживающих на компактных территориях граждан в противовес сильной абстракции „общественного интереса в целом“, чьим выразителем выступает государство»:
- «Муниципальные органы современного капиталистического государства: США, Великобритания» (1971)
- «Роль местных Советов в экономическом и социальном развитии городов» (соавт., 1983)
- «Принятие решений местными органами власти и управления» (соавт., 1983)
- «Непосредственная демократия в СССР» (соавт., 1984)
- «Комментарий к законодательству о районных Советах народных депутатов» (соавт., 1985)
- «Советы народных депутатов на этапе совершенствования социализма» (соавт., 1987)
- «Советское государственное право» (соавт., 1980)
- «Советское строительство» (соавт., 1961)
- «Основы знаний о советском государстве и праве» (соавт., 1977).